# PFC Montana
El PFC Montana (en búlgaro: ФК Монтана) es un club de fútbol de Montana, Bulgaria, que actualmente juega en la A PFG, el primer nivel del fútbol búlgaro.
Montana juega sus partidos en casa en el estadio Ogosta, que tiene una capacidad de 5000 espectadores. Los colores tradicionales del club son azul, blanco y rojo. Después de un prolongado período de ausencia, fueron impulsados nuevamente al fútbol profesional a mediados de los 90 con la ayuda de algunos futbolistas experimentados, incluido el excapitán del Aston Villa e internacional búlgaro Stiliyan Petrov.

## Historia
El fútbol organizado en la ciudad nació a principios de los años 20 del siglo XX con el establecimiento de las empresas Levski y Botev. Después de 1944, se inició una serie de reformas. El 10 de febrero de 1946, Botev, junto con Yunak y Spartak, formaron el club deportivo UBS 45 (Yunak-Botev-Spartak 45). El 20 de marzo de 1947, se fusionó con la Asociación de Deportes de los Trabajadores de Avram Stoyanov, la Sección de Turismo de Pastrina y la organización local de ciclismo y motocicletas, bajo el nombre de Hristo Mihailov.
En el otoño de 1949, siguieron nuevos cambios. En la ciudad comienzan a surgir organizaciones deportivas voluntarias departamentales, la más famosa de las cuales es "Septiembre". En 1957 se unieron en el "Gloria de Septiembre", nombre con el que compitió el club hasta 1990.
En 1952 el club se clasificó para la Segunda Bulgaria B PFG y en su temporada de debut 1952/53 terminó en el noveno lugar de 12 clubes y permaneció en el grupo durante 3 temporadas consecutivas. En 1962, el equipo volvió a la segunda categoría y terminó en tercer lugar, que fue su mejor clasificación en las siguientes tres décadas.
El club ha pasado un total de nueve temporadas en la primera categoría de Bulgaria y 40 temporadas en la segunda. También llegaron a la final de la Copa de Bulgaria una vez, en 2016.

## Palmarés
- B PFG (1): 2015
- B PFG Oeste (1): 2009